# Nyctemera immitans
Nyctemera immitans là một loài bướm đêm thuộc phân họ Arctiinae, họ Erebidae.